# Kazuhiro Nakata
Kazuhiro Nakata (中多 和宏, Nakata Kazuhiro), antes conhecido como Kazuhiro Tanaka (中田 和宏, Tanaka Kazuhiro, 19 de março, 1958) é um seiyū japonês de Nagasaki. Atualmente ele está afiliado com a Ken Production. Ele é melhor conhecido por seus trabalhos em Legend of Heavenly Sphere Shurato (como Dappa-Oh Kūya), Gear Senshi Dendō (como Altair the Black Knight), .hack//Sign (como Bear), Initial D Fourth Stage (como Tomoyuki Tachi), Tsubasa Chronicle (como Fei Wong) e em Idolmaster: Xenoglossia (como Joseph Shingetsu).